# 矢田優季
矢田 優季（やだ ゆうき、1991年4月24日 - ）は、圭三プロダクション所属のフリーアナウンサー。元静岡放送→NHK帯広放送局キャスター→群馬テレビのアナウンサー兼報道記者。

## 来歴・人物
テレビ朝日アスク出身者。
2014年4月より静岡放送でテレビキャスターとして『SBSみなスポ5』や『Soleいいね!』を担当。
2016年3月に静岡放送を退社し、4月にNHK帯広放送局に入局。
2017年にNHK帯広放送局を退局し、4月に群馬テレビに入社。
2020年3月31日をもって、群馬テレビを退社し、圭三プロダクションでフリーアナウンサーとして活動しているが、引き続き『ビジネスジャーナル』など群馬テレビの番組を月に数本担当するとしている。
趣味は読書、コンサート、ダイビング。
特技は音を聞き分けること、道案内。
座右の銘は「空元気も元気のうち!」。
大学3年生（2013年2月）頃から「ラブライバー」（「ラブライブ!シリーズ」のファン）であることを静岡放送時代に『Soleいいね!』のブログで公言した。

## 現在の出演番組
群馬テレビ
- ビジネスジャーナル - リポーター

## 過去の出演番組
静岡放送時代
- SBSみなスポ5 - アシスタント（2014年4月5日 - 2015年9月26日）
- Soleいいね! - 月曜中継（2015年4月 - 2016年3月）

NHK帯広放送局時代
- つながる@とかちカフェ - キャスター
- 定時ニュース・気象情報
- NHKニュースおはよう北海道 - リポーター
- NHKニュースおはよう北海道土曜プラス - リポーター
- ほっとニュース北海道 - リポーター

群馬テレビ時代
- ひるポチッ!（ - 2020年3月27日）[5]
- ニュースジャスト6 - キャスター、お天気情報（2017年4月20日 - ）[4]
- JAみどりの風（2018年10月1日 - 2019年3月25日）[8]
- ニュースeye8 - 金曜キャスター（2019年度、隔週）
- ビジネスジャーナル
- ぐんま!トリビア図鑑 - リポーター
- ぐんま一番 - ナレーション
- JOYのASOBU-TV JOYnt! - ナレーション

フリーアナウンサー時代
- 世にも奇妙な物語'21 秋の特別編「優等生」（2021年11月6日、フジテレビ系列） - アナウンサー 役[9]